# آزادی و قانون (کتاب)
آزادی و قانون (به انگلیسی: Freedom and the Law)، کتابی نوشته برونو لئونی حقوق‌دان و فیلسوف ایتالیایی است. این کتاب اولین بار در سال ۱۹۶۱ منتشر شد و نسخه سوم آن اکنون توسط کتابخانه آنلاین آزادی از طریق اینترنت با مجوز دانشگاه جورج میسون و به طورگسترده در دست‌رس است.
لئونی در این کتاب مدعی شد که بزرگ‌ترین مانع بر سر راه حاکمیت قانون، مشکل قانون‌گذاری بیش از حد است. لئونی همچنین به موازی بودن بازار و حقوق عرفی از یک سو و سوسیالیسم و قانون‌گذاری از سوی دیگر اشاره کرد.
لئونی با مروری بر دانش نظری حقوق و قانون روم نشان می‌دهد که رومی‌ها به قانون به‌عنوان فرآیندی برای کشف به‌جای مجموعه‌ای از فرامین وضع‌شده فکر می‌کردند، و این که سردرگمی عمومی بین قانون و قانون‌گذاری معاصر با عصر ما و ظهور سوسیالیسم وجود دارد.

## فهرست مطالب
آزادی و قانون
معرفی
فصل ۱: کدام آزادی؟
فصل ۲: «آزادی» و «محدودیت»
فصل ۳: آزادی و حکومت قانون
فصل ۴: آزادی و یقین به قانون
فصل ۵: آزادی و قانون‌گذاری
فصل ۶: آزادی و نمایندگی
فصل ۷: آزادی و اراده مشترک
فصل ۸: برخی از مشکلات تجزیه و تحلیل‌شده
نتیجه
قانون و سیاست
معرفی
فصل ۱: قانون به‌مثابه ادعای فردی
فصل ۲: قانون و اقتصاد در حال ساخت
فصل ۳: رویکرد اقتصادی به سیاست
فصل ۴: رأی در مقابل بازار